# Van Cauwelaert (familie)
De familie Van Cauwelaert is een Belgische familie met Oost-Vlaamse en Brabantse wortels. Verschillende leden hebben zich onderscheiden in de politiek, de journalistiek, de rechtswetenschap en de geneeskunde.

## Afkomst
De familienaam 'Van Cauwelaert' zou afkomstig zijn van 'koude laar', een koud, braakliggend terrein. Varianten zijn: Coudelaer, Couwelaer en Kouwelaar. De Van Cauwelaerts vinden hun eerste voorvaders in de zeventiende en achttiende eeuw in de gemeenten Sint-Kwintens-Lennik en Denderwindeke.
Hendrik Van Cauwelaert (°1723) uit Sint-Kwintens-Lennik, volgde zijn vrouw Marie Mignon (°1723) naar Denderwindeke. Ze bouwden er in 1768 een hoeve aan de Krepelstraat, die gedurende verschillende generaties in de familie zou blijven. Ze werden opgevolgd door hun zoon Hendrik Van Cauwelaert (1753-1826) en zijn vrouw Petronella Roosens. Hun zoon Franciscus-Adrianus Van Cauwelaert (1802-1883) werd burgemeester van Denderwindeke in 1830.
De broer van Hendrik was de in de stamboom gemelde Adriaan-Franciscus Van Cauwelaert, die voor heel wat nazaten zorgde. De nakomelingen bleven wonen in Denderwindeke of Onze-Lieve-Vrouw-Lombeek. Sommigen trokken naar Nieuwenhove of Herne.

## Genealogie
- Hendrik Van Cauwelaert (Sint-Kwintens-Lennik 1723 - Denderwindeke na 1770) x Maria Mignon, stichters hoeve in de Krepelstraat, Denderwindeke
  - Hendrik Van Cauwelaert (Denderwindeke 1753-1826) x1) Petronella Roosens, x2) Joanna van der Stockt, uitbaters ouderlijke hoeve, Krepelstraat, Denderwindeke
    - Franciscus-Adrianus Van Cauwelaert (Denderwindeke 1802-1883) x Maria Verckens, burgemeester van Denderwindeke
      - Leopold Van Cauwelaert (Denderwindeke 1831 - Jandrain 1902), jezuïet, hoogleraar Sint-Ignatius
      - Henri Van Cauwelaert (Denderwindeke 1844 - Wolvertem 1920), arts, burgemeester van Wolvertem
      - Gustave Van Cauwelaert (Denderwindeke 1848 - 1914), landbouwer en brouwer, burgemeester van Denderwindeke (1884-1914)
        - Eugène Van Cauwelaert (Denderwindeke 1887 - Brussel 1968), eerste schepen van Uitbergen
          - Julien Van Cauwelaert (°Uitbergen 1926), Lid van het Verzet, commandant in Koreabataljon 1952, internationaal ambtenaar

    - Charles-Henri Van Cauwelaert (Denderwindeke 1809 - 1880), jezuïet, docent kerkelijk recht KU Leuven.

  - Adriaan-Franciscus Van Cauwelaert (Denderwindeke 1758-1835) x Caroline Roosens, uitbaters ouderlijke hoeve, Krepelstraat, Denderwindeke
    - Jan-Baptist Van Cauwelaert (Denderwindeke 1803-1855) x Sophie Van Herreweghe, uitbaters ouderlijke hoeve
      - Charles Van Cauwelaert (Denderwindeke 1838 - 1922) x Catharine Daminet
        - Arthur Van Cauwelaert (Herne 1882 - 1943) x Marguerite Nerinckx, arts, burgemeester van Herne
          - Charles-Marcel Van Cauwelaert (Herne 1912 - Maaseik 2002) x Gisèle Lambotte, notaris te Maaseik 1947 - 1981
            - Jacqueline Van Cauwelaert (Herne 1943 - Maaseik 2015), apotheker te Maaseik
            - Charly Van Cauwelaert, notaris te Maaseik 1981 - 2012

          - Gaston Van Cauwelaert, huisarts te Herne (Herne 1914 - Edingen 2002)
            - Florette Vancauwelaert, architect te Westerlo (Tongerlo), (Edingen 1944  -)

      - Hyppolite Van Cauwelaert (Denderwindeke 1846-1926) x Maria Dauw, schepen van Denderwindeke gedurende 47 jaar, uitbaters ouderlijke hoeve
        - Charles Van Cauwelaert (Denderwindeke 1879-1939) x Lucie Cammaert,schepen van Denderwindeke, uitbaters ouderlijke hoeve 
          - Jan Van Cauwelaert (Denderwindeke (1920-1983) x Madeleine Cosyns, schepen van Denderwindeke, uitbaters ouderlijke hoeve,

        - Frans Van Cauwelaert (Denderwindeke 1893 - Nederzwalm 1980) x Anna De Smet, schoolhoofd, gemeenteraadslid van Denderwindeke
          - Edgard Van Cauwelaert (Nederzwalm 1916 - Sint-Jans-Molenbeek 1987) x Gaby Olemans, politierechter

    - Petrus Van Cauwelaert (Denderwindeke 1809-1849) x Francisca Van Herreweghe, uitbaters hoeve van Stalle, Denderwindeke
      - Emiel Van Cauwelaert (Denderwindeke 1846 - Leuven 1907) x Serafina Vossen, uitbaters hoeve Vossen in Onze-Lieve-Vrouw-Lombeek, eerste schepen 1882-1907
        - Catharina Van Cauwelaert (Onze-Lieve-Vrouw-Lombeek 1873 - Ninove 1960), algemeen overste Zusters der H. H. Harten
        - Hendrik Van Cauwelaert (Onze-Lieve-Vrouw-Lombeek 1877-1927) x Johanna de Wyels, zus van Franco de Wyels, abt van de abdij van Affligem. Aangezien zij en haar broer de laatste naamdragers waren, voegde deze tak van de familie Van Cauwelaert de naam 'de Wyels' aan de zijne. Uitbaters hoeve de Wyels in Lombeek
          - Karel Van Cauwelaert (Onze-Lieve-Vrouw-Lombeek 1905 - Ninove 1987) x Jeanne Van der Kelen, hoofdredacteur van het dagblad Het Volk, senator en burgemeester van Roosdaal
            - Margaretha Van Cauwelaert (°Ukkel 1935), x Emmanuel Pierre de Bethune (1930-2011), burgemeester van Marke en Kortrijk
              - Sabine de Bethune (°1958), voorzitter van de Senaat
              - Jean de Bethune (°1959), voorzitter en vervolgens bestendig afgevaardigde van de provincieraad van West-Vlaanderen, schepen van Kortrijk

          - Frans Van Cauwelaert (Onze-Lieve-Vrouw-Lombeek 1906-1986), benedictijn in de abdij van Chevetogne
          - Emiel Van Cauwelaert ( Onze-Lieve-Vrouw-Lombeek 1910-1982) x Malvina Verheyden, hoofdredacteur van het dagblad Het Volk en burgemeester van Onze-Lieve-Vrouw-Lombeek
            - Godelieve Van Cauwelaert (Onze-Lieve-Vrouw-Lombeek 1937) x Luk Delanghe
            - Wilfried Van Cauwelaert (Onze-Lieve-Vrouw-Lombeek 1943 - Brussel 1977), advocaat x Marleen Van Waeyenberghe
              - Jeroen Van Cauwelaert (°1969), CFO Sollen Technologies, Dallas (USA), attorney in Dallas

            - Annie Van Cauwelaert (°1947), voorzitster van de Vaste Commissie voor Taaltoezicht en van de raad van bestuur van Familiehulp x Marcel Van Nieuwenborgh
            - Rik Van Cauwelaert (Onze-Lieve-Vrouw-Lombeek  1950), hoofdredacteur en directeur van het weekblad Knack

          - Herman Van Cauwelaert (Onze-Lieve-Vrouw-Lombeek 1914 - Halle 1977), x Agnès Luyckx, uitbaters ouderlijke hoeve de Wyels in Onze-Lieve-Vrouw-Lombeek
            - Frans Van Cauwelaert de Wyels (Onze-Lieve-Vrouw-Lombeek 1939 - Kortrijk 1991) x Mia Bafort, hoogleraar, rector KULAK
              - Sara Van Cauwelaert de Wyels, dierenarts, specialist tandheelkunde en mondchirurgie, Ieper
              - Karolien Van Cauwelaert de Wyels, hoofdredacteur Nest
              - Jan Van Cauwelaert de Wyels, arts, orthopedisch chirurg, Kortrijk

        - Frans Van Cauwelaert (Onze-Lieve-Vrouw-Lombeek 1880 - Antwerpen 1961), Minister van Staat, voorzitter van de Kamer van volksvertegenwoordigers, burgemeester van Antwerpen (1921-1931)
          - Mia Van Cauwelaert (Antwerpen 1911-1988), schepen van Antwerpen
          - Jan Van Cauwelaert (Antwerpen 1914-Jette 2016), scheutist, missiebisschop
          - Leo Van Cauwelaert (Antwerpen, 26 mei 1919 - Ekeren, 26 februari 1988) x Anna De Schrijver (1927-2025)
            - Lieven Van Cauwelaert (Antwerpen, 26 oktober 1948 - Brasschaat, 1991), advocaat, schepen van Brasschaat.
              - Joris Van Cauwelaert ( Antwerpen, 29 december 1974) gemeenteraadslid Brasschaat

            - Philip Van Cauwelaert (Antwerpen, 23 februari 1950 - Syros, Griekenland, 11 juli 2020), hartchirurg.

        - August Van Cauwelaert (Onze-Lieve-Vrouw-Lombeek 1885 - Antwerpen 1945), magistraat, dichter en romancier

Franse tak:
- Didier Van Cauwelaert, romancier